# Фридрих Фердинанд Константин фон Саксония-Ваймар-Айзенах
Фридрих Фердинанд Константин фон Саксония-Ваймар-Айзенах (на немски: Friedrich Ferdinand Constantin von Sachsen-Weimar-Eisenach; * 8 септември 1758, Ваймар; † 6 септември 1793, Вибелскирхен, днес част от Нойнкирхен на Саар) от Ернестинските Ветини, е принц от Саксония-Ваймар и Саксония-Айзенах и генерал-майор на Курфюрство Саксония.

## Живот
Той е вторият син на херцог Ернст Август II фон Саксония-Ваймар-Айзенах (1737 – 1758) и съпругата му Анна Амалия фон Брауншвайг-Волфенбютел (1739 – 1807) от фамилията Велфи, дъщеря на херцог Карл I и Филипина Шарлота Пруска, дъщеря на крал Фридрих Вилхелм I от Прусия.
Фридрих се ражда три месеца след смъртта на баща си. Майка му Анна Амалия и нейният баща поемат опекунството над синовете им, според завещанието Ернст Август II.
По-големият му брат е Карл Август (1757 – 1828), от 1758 г. херцог и от 1815 г. велик херцог на Саксония-Ваймар-Айзенах. Двамата братя пътуват с техния учител и във Франкфурт на Майн се запознават с Йохан Волфганг фон Гьоте. След завръщането им Фридрих живее от 1775 г. в дворец Тифурт. Принцът по това време се е дистанцирал от брат си и се занимава с музика.
През 1784 г. Фридрих започва служба в Курфюрство Саксония, за което му помогнал брат му. Той става генерал-лейтенант и получава един регимент в Наумбург. Във войната срещу Франция Фридрих през 1793 г. е на страната на пруската войска като генерал-майор на Рейн. Той се разболява от дизентерия при Пирмазенс, където саксонската войска е на лагер, и умира. Той умира неженен и оставя от няколко жени извънбрачни деца. Една от метресите му е Йохана Розина Петц от Вайсенфелс, която е майката ма компониста Рихард Вагнер. Фридрих е погребан в църквата „Св. Георг“ в Айзенах.